# RP2040

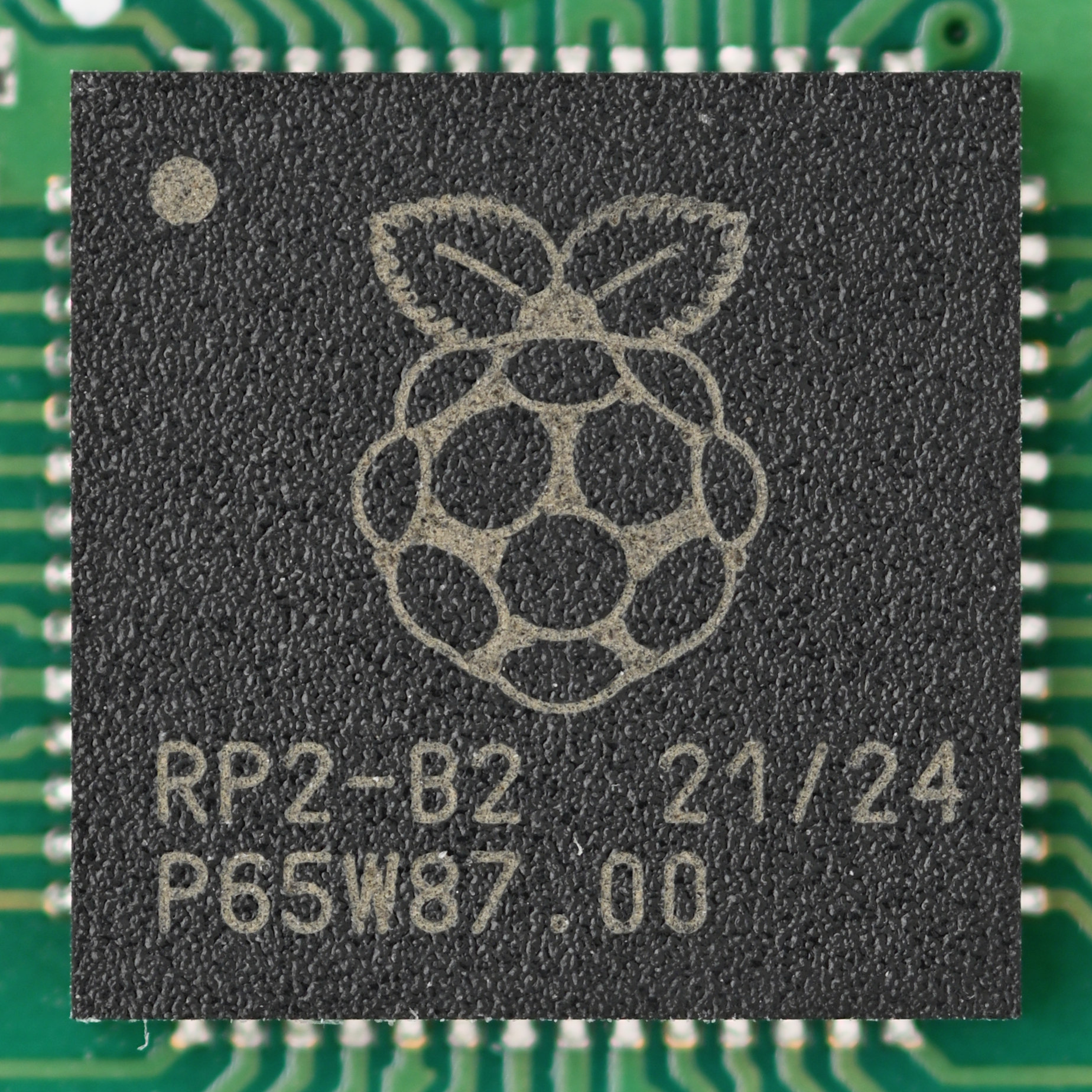
RP2040 microcontroller

De RP2040 is een 32-bit dual-core ARM Cortex-M0+ microcontroller op geïntegreerd circuit van de Raspberry Pi Foundation. Tegelijkertijd met zijn eigen introductie werd het uitgebracht als onderdeel van het Raspberry Pi Pico- bord.

## Overzicht
De RP2040, aangekondigd op 21 januari 2021, is de eerste microcontroller die is ontworpen door de Raspberry Pi Foundation. De microcontroller valt in een gelijke prijsklasse als vele Arduino-bordjes, waarbij de Raspberry Pi Pico werd geïntroduceerd voor 4 dollar en de RP2040 microcontroller zelf slechts 1 dollar zou kosten. De microcontroller kan worden geprogrammeerd in Rust, C/C++ en MicroPython. Verder is de chip krachtig genoeg om TensorFlow Lite uit te voeren.

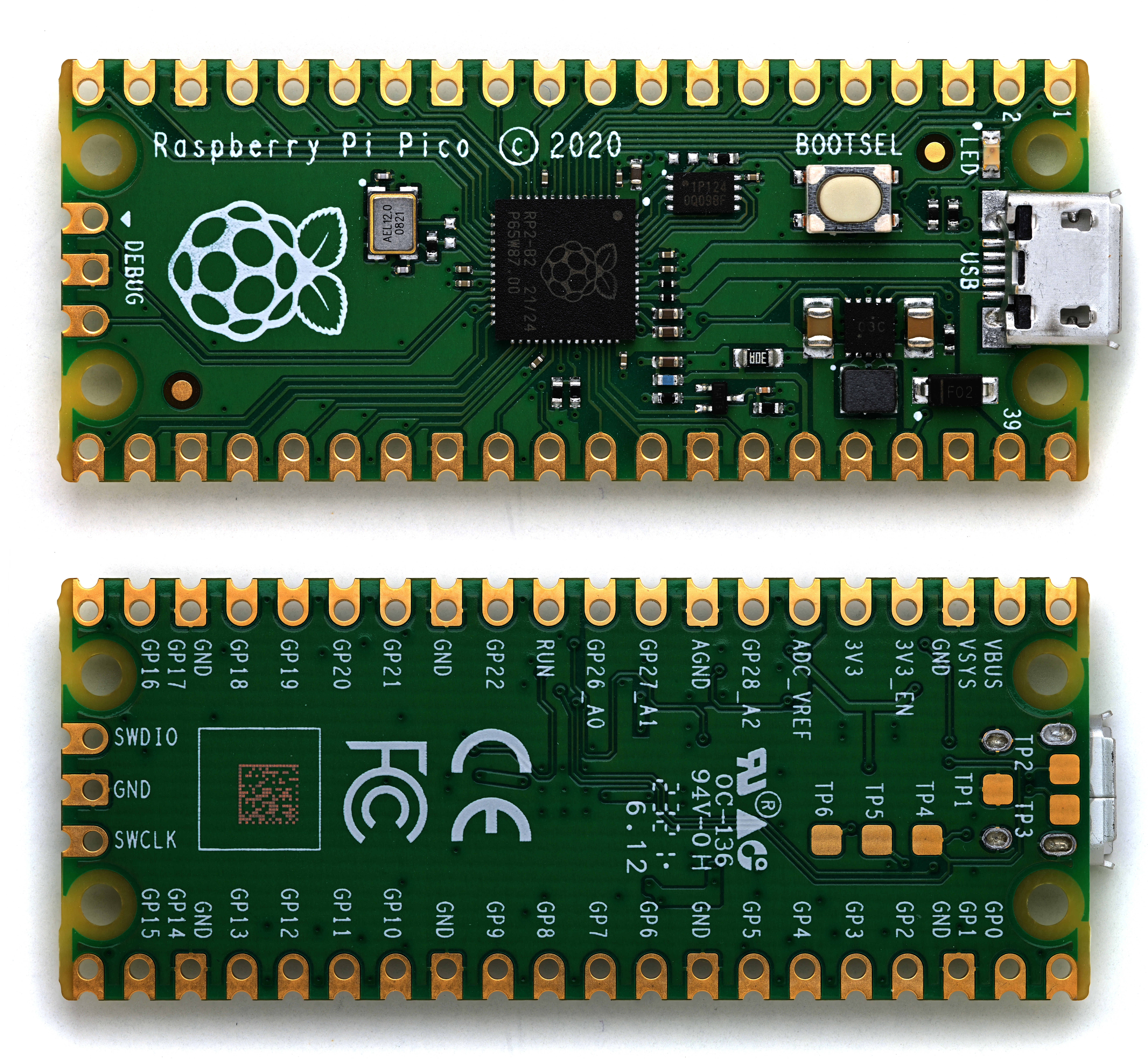
De Raspberry Pi Pico, een singleboardcomputer die met een RP2040 uitgerust is.

Op het moment van aankondiging waren vier andere fabrikanten (Adafruit, Pimoroni, Arduino, SparkFun) in een vergevorderd stadium van productontwerp van hardware die voorzien zou zijn van RP2040's, in afwachting van de wijdverbreide beschikbaarheid van chips om in productie te nemen.

## Specificaties
De chip met een oppervlakte van ongeveer 2 mm² is gemaakt op een 40 nm-procedé van TSMC en zit verwerkt in een 7×7 mm SMD-verpakking.
- Belangrijkste kenmerken:[4]
  - 133 MHz dual-core ARM Cortex-M0+ cores (kan worden overklokt tot meer dan 400 MHz[5])
  - 264 KB SRAM in zes onafhankelijke banken
  - Geen intern Flash- of EEPROM-geheugen (na een reset laadt de bootloader firmware van extern flash-geheugen of van de USB- bus naar het interne SRAM)
  - QSPI-buscontroller, ondersteunt tot 16 MB extern Flash-geheugen
  - DMA-controller
  - AHB dwarsbalk, volledig verbonden
  - On-chip programmeerbare LDO om kernspanning te genereren
  - 2 on-chip PLL's om USB- en core-kloksignalen te genereren
  - 30 GPIO-pinnen, waarvan 4 ook als analoge ingangen te gebruiken zijn
- Randapparatuur:
  - 2 UART's
  - 2 SPI-controllers
  - 2 I²C-controllers
  - 16 PWM-kanalen
  - USB 1.1-controller en PHY, met host- en apparaatondersteuning
  - 8 PIO-statusmachines

## Bulkverkoop
Op 17 januari 2022 is de Raspberry Pi Foundation gestart met de bulkverkoop van de RP2040, naar eigen zeggen omdat er op dat moment veel chiptekorten zijn op de markt, die de stichting hoopt op te vullen met het aanbieden van de RP2040. Bedrijven kunnen vervolgens hun eigen producten uitbrengen die voorzien zijn van een RP2040. De chips kosten hierbij tussen de $ 0,70 en $ 0,80, afhankelijk van de afgenomen hoeveelheid.